# کارابورون
کارابورون (به ترکی استانبولی: Karaburun) یک منطقهٔ مسکونی در ترکیه است که در استان ازمیر واقع شده‌است. کارابورون ۵۰ متر بالاتر از سطح دریا واقع شده‌است.